# ادر آلکسیو
ایدر آلکسیو دی آسیس (به پرتغالی: Éder Aleixo de Assis) بازیکن فوتبال در پست مهاجم اهل برزیل است که در شهر Vespasiano و در تاریخ ۲۵ مهٔ ۱۹۵۷ به دنیا آمده‌است.

## باشگاهی
ایدر آلکسیو دی آسیس در تیم‌های فوتبال گرمیو، اتلتیکو مینیرو، پالمیراس، سانتوس، باشگاه فوتبال بوتافوگو، باشگاه فوتبال اتلتیکو پارانائنزه، باشگاه فوتبال فنرباغچه و باشگاه ورزشی کروزیرو سابقهٔ حضور دارد.

## تیم ملی
ادر آلکسیون در سال، ۱۹۷۹ – ۱۹۸۶ برای،  تیم ملی فوتبال برزیل به میدان رفته‌است